# مسجد أدينة خان
مسجد أدينة خان (بالفارسية: مسجد آدینه خان) هو مسجد تاريخي يعود إلى عصر القاجاريون، ويقع في شيراز.